# Мекру
Ме́кру (фр. Mékrou) — река в Западной Африке, в Бенине, Нигере и Буркина-Фасо. Правый приток реки Нигер.
Длина реки — 410 км. Исток реки находится на северо-восточных склонах гор Бирни на высоте около 460 м над уровнем моря. Площадь водосборного бассейна 10635 км², по другим оценкам 10500 км². Среднегодовой расход 21 м³/с.
В пределах бассейна реки выпадает от 500 (на севере) до 1300 (на юге) мм осадков, сезон дождей длится с июня по сентябрь. В регионе очень часто засухи сменяются наводнениями. Самый холодный месяц сентябрь, самый тёплый — апрель. Среднегодовые температуры 26 до 30 °C.
Население занимается ведением сельского хозяйства, земли используются для производства продовольственных культур, животноводства и производства хлопка. Мекру протекает через биосферный резерват Дубль-Вэ. Планы строительства плотины ГЭС Диондионга вызвали беспокойство у экологов.